# 愛知川びんてまりの館
愛知川びんてまりの館（えちがわびんてまりのやかた）は、2000年（平成12年）12月12日に開館した滋賀県愛知郡愛荘町にある公共施設。

## 概要
愛知川町の伝統的な工芸品「びん細工手まり」を展示し、その歴史や制作工程を映像や解説パネルで解説している。また、同じ建物内にある企画展示ギャラリーでは、絵本の原画展や地域の歴史文化などの企画展が開催されている。特に、毎年12月頃に開催される「びんてまり展」では、多くのびん細工手まりが展示され、県内外から大勢の見学者が訪れる。

## 交通アクセス
- JR琵琶湖線能登川駅から湖国バス（角能線）「市ヶ原」行きに乗車して「愛知川駅前」バス停で下車後徒歩約10分。